# Víctor Díaz (zapaśnik)
Víctor Enrique Díaz Moscoso – peruwiański zapaśnik walczący w obu stylach. Zajął szóste miejsce na mistrzostwach świata w 1989. Wicemistrz panamerykański w 1986  i trzeci w 1989. Dwukrotnie na podium igrzysk boliwaryjskich w 1989. Triumfator igrzysk Ameryki Południowej w 1986 i 1990, a także mistrzostw Ameryki Południowej w 1990 roku.